# Sursk
Sursk è una città della Russia europea centrale (oblast' di Penza), situata sulla sponda sinistra del fiume Sura, 92 km ad est del capoluogo Penza; dipende amministrativamente dal rajon Gorodiščenskij.

## Società

### Evoluzione demografica
Fonte: mojgorod.ru
- 1939: 7.200
- 1959: 9.100
- 1979: 9.800
- 1989: 9.900
- 2007: 7.100